# Żarki
Żarki ist eine Stadt und Sitz der gleichnamigen Gemeinde im Powiat Myszkowski der Woiwodschaft Schlesien in Polen.

## Geschichte
Im Peterspfennigregister des Jahres 1326 im Dekanat Lelów des Bistums Krakau wurde die Pfarrei Lesnow erstmals urkundlich erwähnt. Leśniów, heute ein nördlicher Stadtteil von Żarki, gilt als die Mutterpfarrei von Żarki und wurde abwechselnd nach beiden Orten benannt: der Ortsname Żarki tauchte in anderen Peterspfennigregistern aus den Jahren 1373 bis 1375 auf. Die Stadt wurde wahrscheinlich unter dem Oppelner Herzog Wladislaus II. nach polnischen Recht angelegt, dem die Umgebung vom polnischen König Ludwig von Anjou 1370 verliehen wurde.
Der Ortsname Żarki (plural und diminutiv), früher auch Żar (singular) und Żary (plural), ist vom Appellativ żar abgeleitet und bezeichnet einen Ort im Wald nach Brandrodung.
Żarki und Leśniów kamen zum Besitz des Königreichs Polen nach dem Jahr 1392 und 1406 wurde Żarki vom König Władysław II. Jagiełło aus dem polnischen ins Neumarkter Recht übertragen. Die Stadt gehörte zum Kreis Lelów der Woiwodschaft Krakau, ab 1569 in der Adelsrepublik Polen-Litauen.

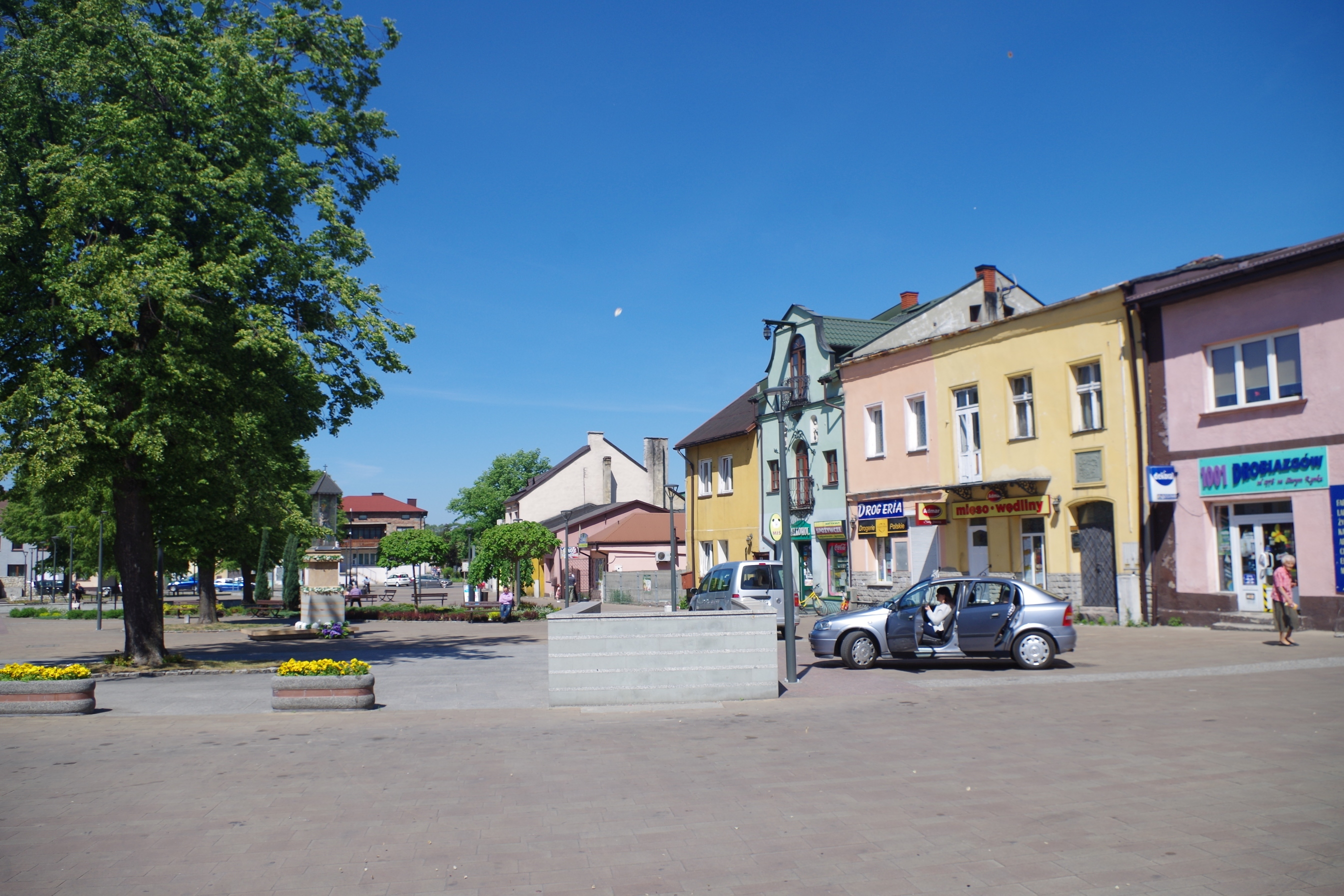
Marktplatz

1664 fiel die Stadt mit um 630 Einwohnern, teilweise von Juden bewohnt, einem Brand zum Opfer. 1706 wurde das Paulinerkloster in Leśniów, heute ein Sanktuarium, gegründet. 1720 wurde die Stadt Żarki am neuen, heutigen Platz wiedergegründet.
Nach der dritten Teilung Polens von 1795 bis 1807 gehörte das Dorf zum preußischen Neuschlesien. 1807 kam es ins Herzogtum Warschau und 1815 ins neu entstandene russisch beherrschte Kongresspolen. 1827 machten die Juden 27 % der Bewohner aus. 1870 verlor der Ort mit 14 anderen Städten im Gouvernement Piotrków das Stadtrecht im Zusammenhang der Repressionen nach dem Januaraufstand. Außerdem verlor er an Bedeutung zugunsten Myszkóws, einer eingepfarrten Ortschaft an der im Jahr 1848 eröffneten Warschau-Wiener Eisenbahn.
Nach dem Ende des Ersten Weltkriegs kam Żarki zu Polen, Woiwodschaft Kielce. Im Jahr 1921 gab es in der städtischen Siedlung Żarki, im Sitz der gleichnamigen Gemeinde im Powiat Będzinski 512 Häuser mit 4406 Einwohnern, es waren überwiegend Juden: 2536 nach Religion, 2024 nach Nationalität, es gab 1864 Römisch-Katholiken. In der Zeit der deutschen Besetzung Polens im Zweiten Weltkrieg befand sich der Ort im Generalgouvernements.
1949 wurde das Stadtrecht für die vereinigte Gromaden Żarki und Leśniów erneut verliehen.
Von 1975 bis 1998 gehörte Żarki zur Woiwodschaft Częstochowa.

## Gemeinde
Zur Stadt- und Landgemeinde gehören neben der Stadt Żarki folgende Ortschaften mit einem Schulzenamt:
Czatachowa
Jaroszów
Jaworznik
Kotowice
Przybynów
Suliszowice
Wysoka Lelowska
Zaborze
Zawada
Weitere Ortschaften der Gemeinde sind Masłoniowizna, Ostrów und Skrobaczowizna.

## Sehenswürdigkeiten
- Ehemalige Synagoge, heute Kulturhaus
- Neuer jüdischer Friedhof mit circa 900 Grabsteinen

## Söhne und Töchter der Stadt
- Krzysztof Gawedzki (1947–2022), polnischer Physiker

## Partnergemeinde
- Trenčianske Teplice, Slowakei